# Herr Sonneborn geht nach Brüssel
Herr Sonneborn geht nach Brüssel – Abenteuer im Europaparlament ist ein Buch des Satirikers Martin Sonneborn. Es erschien 2019 im Kölner Verlag Kiepenheuer & Witsch und berichtet von Sonneborns Zeit als Mitglied im Europäischen Parlament von 2014 bis 2019.

## Inhalt
Der Hauptteil des Buches ist in fünf Kapitel eingeteilt, die sich jeweils mit den einzelnen Jahren der Legislaturperiode beschäftigen:
- I personally do drink champagne. – das erste Jahr. Beginnt mit einer gründlichen Darstellung der Grundsätze zur Vergütung von EU-Parlamentariern.
- Sie sind faul, faul, faul, frech – und faul! – das zweite Jahr.
- Wir fliegen weiter! – das dritte Jahr.
- Es wäre mir lieber, der ADAC oder die Bischofskonferenz würden sich darum kümmern! – das vierte Jahr.
- Mehr Maulbeerschnaps! – das fünfte Jahr.

## Rezensionen
Sebastian Wolfrum, Redakteur der Badischen Zeitung, empfiehlt das Buch mit den Worten „Sonneborn bleibt, meistens, sachlich und beschreibt den ganz normalen Irrsinn des europäischen Politikbetriebs. Dabei bleibt Platz für Kritik und Provokation.“ Er lobt außerdem den „überwiegend intelligenten Humor“ sowie den Willen zur „politischen Bildungsarbeit“.
Wolfgang Tischer von literaturcafe.de schreibt: „Wer wissen will, wie parlamentarische Demokratie auf europäischer Ebene in der Praxis wirklich funktioniert (und ob man das überhaupt so nennen kann), der muss dieses Buch lesen.“
In der Ausgabe 34/2019 der Spiegel-Bestsellerlisten belegte das Buch Platz zwei.